# Sépeaux
Sépeaux is een plaats en voormalige gemeente in het Franse departement Yonne in de regio Bourgogne-Franche-Comté. De plaats maakt deel uit van het arrondissement Sens.
Op 1 januari 2016 werd de aangrenzende gemeente Saint-Romain-le-Preux opgenomen waarbij de commune nouvelle Sépeaux-Saint Romain werd gevormd.

## Geografie
De oppervlakte van Sépeaux bedraagt 20,3 km², de bevolkingsdichtheid is 19,0 inwoners per km².
De onderstaande kaart toont de ligging van Sépeaux met de belangrijkste infrastructuur en aangrenzende gemeenten.

## Demografie
Onderstaande figuur toont het verloop van het inwonertal (bron: INSEE-tellingen).